# 一國良制
一國良制（英語：One China, Better System），由中華民國總統蔣經國於1987年提出的中國統一方案，主張三民主義比中國馬列毛主義更為優良，應該由三民主義統一中國。用以回應中共中央顧問委員會主任鄧小平在1983年与杨力宇会面时所提出的邓六条与「一國兩制」政策（One country, Two Systems）。。
1991年5月海基會首任秘書長陳長文訪問北京時回應中華人民共和國國務院副總理吳學謙，提出一國良制並簡述內涵：中國的統一，應是兩種制度的選擇、和平的競爭，由兩岸人民自主選擇較好的制度。李登輝執政期間，行政院陸委會於1998年也重申「一國良制」優於「一國兩制」，良制則是「民主、自由和均富」。馬英九執政期間曾表示，臺灣從未改變「一國良制」的立場。倡議一國良制廿餘年的陳長文，2017年1月公開向中共中央總書記習近平喊話盼接受以「良制一國」作為兩岸路線：先良制、後一國。

## 內涵
1991年4月28日，海峽交流基金會組團首度訪問北京，5月4日會談中，中華人民共和國國務院副總理吳學謙當面向海基會首任秘書長陳長文建議「一國兩制」可適用於兩岸的臺灣；陳長文即以「一國良制」回應 ，認為應由兩岸人民自主選擇較好的制度。陳長文1991年強調，「中國的統一，應是兩種制度的選擇」，是兩種制度和平的競爭。1991年5月29日美國國防部顧問、賓州大學學者Arthur Waldron在《華爾街日報》專欄撰文，紀錄了陳長文與吳學謙會面所提出的一國良制內涵「On the vexing issue of whether Beijing is the "central" government and Taipei a "local" one, Mr. Chen said the issue is not one of territorial size or population but of system. The choice, he said, has to be made by the Chinese people.」；該文被收錄在美國國會紀錄。
中華民國政府大陸委員會1998年重申「一國良制」優於「一國兩制」，並指出讓台灣、香港、澳門和中國大陸統一的「良制」是「民主、自由和均富」。
陳長文認為「制度比國家認同重要」，呼籲台灣內部超越統獨以停止政治內耗，並認為考量兩岸現實的公約數及公倍數，「一國兩制」、「兩國論」都難以建構兩岸的終局性安定，呼籲兩岸領導人公開主張一國良制，透過兩岸法治的深化及對話，維繫和平並追求全人類共同福祉。他認為，一國良制已包含「一中各表，九二共識」的內涵，在兩岸和平交流進程當中，「一中各表，九二共識」是交流基礎，「一國良制」是航向指南。他強調，一國良制的主張，比一國兩制永續、「也能讓臺灣在安定中民主化並保留未來統獨的理性選擇空間、促進兩岸法治對話及中國大陸改革，是能建構終局性安定的最佳共識。」呼籲臺灣朝野能取其內涵，活化「一國良制」在新時代的意義。
陳長文倡議「一國良制」廿餘年後，2017年1月公開向中國共產黨中央委員會總書記習近平喊話盼接受以「良制一國」作為兩岸路線：先良制、後一國。

## 語彙源頭
1979年中華人民共和國全國人民代表大會常務委員會發表《告台灣同胞書》，「解決統一問題時，尊重台灣現狀，和台灣各界人士意見，採取合情合理的政策和辦法，…臺灣的社會制度可以根據臺灣的意志來決定，我們不會用強制的辦法來改變這個社會。」這個「一國兩制」的雛型在發表隔天就被時任總統蔣經國否決，蔣經國說：「只有在中國大陸的人民擺脫共產主義時，我們才會坐下來同任何人談判。」
1983年6月26日，時任中國共產黨中央顧問委員會主任鄧小平与杨力宇会面，提出邓六条，正式對中華民國臺灣方面提出「一國兩制」政策：「祖國統一後，台灣特別行政區可以有自己的獨立性，可以實行與大陸不同的制度。司法獨立，終審權不須到北京，台灣還可以有自己的軍隊，只是不能構成對大陸的威脅。大陸不派人駐台，不僅軍隊不去，行政人員也不去。台灣的黨、政、軍等系統，都由台灣自己來管。中央政府還要給台灣留出名額。」
1987年10月，中華民國時任總統蔣經國在接受《亞洲華爾街日報》專訪時，引用「一國良制」四字回應：「國家統一是中華民國政府一貫努力以赴的目標。這個目標的達成必須植基於一個重要的前提，即中國大陸必須根除共產主義，實施自由、民主、均富的三民主義制度。唯有如此，國家統一的目標才能實現。至於中共所提『一國兩制』的口號，只是其統戰的另一種騙術，事實上並不發生作用。最近大陸人民要求『一國良制』，不要『一國兩制』，就是對中共口號最好的回應。」

## 訴求與實踐

### 臺灣
李登輝執政任內，1990年召開國統會，1991年推出《國家統一綱領》，即強調以「自由民主均富」為前提、不設時間表的統一進程。陸委會1998年重申「一國良制」優於「一國兩制」，並指出讓台灣、香港、澳門和中國大陸統一的「良制」是「民主、自由和均富」。
中國大陸異議人士劉曉波認為，陳水扁總統並不排斥接受「兩岸統一談判的前提是中國大陸政治民主化」，亦為一國良制主張的體現。
在香港雨傘運動後，馬英九總統2014年11月接受多家外媒專訪時，明確表示「大陸提出一國兩制，台灣不能接受」。他指出蔣經國總統任內就很明確表示不接受一國兩制，兩岸應追求一個好的制度，提出「一國良制」，「自由、民主與均富」的制度。這一立場台灣一直沒有改變。
曾任蔣介石的侍衛長、前行政院長、參謀總長郝柏村亦主張一國良制。
親民黨主席宋楚瑜接受年代電視台專訪時表示，中共中央總書記習近平首提「一國兩制」，但他認為兩岸應要實施「一國良制」，兩岸共同追求一個好的制度，堅持台灣的自由民主的價值，追求經濟上獨立自主。

### 香港
2010年，香港中文大學民調顯示，認為中華人民共和國政府「有落實一國兩制」的受訪者跌至三成半，比例創十年新低，2015年認為有落實的只餘23.5%。一些港人提出積極促使「一國良制」。陶杰称，前基本法起草委員會成員、已故全國政協副主席安子介也曾說過「一國兩制，不如一國良制。」邱立本認為，中國社會不可能永遠在持續的經濟開放中，堅持它當前權力的傲慢，讓政治改革嚴重滯後，香港的社會運動是對中國大陸的示範效應，「讓一國兩制的微妙互動，成為一國良制的催化劑。」

## 相關論著
- 「一國良制論文集」，朱浤源主編（台北：一國良制研討會籌備委員會，1999年）
- 《假設的同情 兩岸的理性與感性》 （页面存档备份，存于），陳長文著（天下文化出版，2005年）
- 〈The Rule of Law in China and Taiwan – Toward “One China, Better System”〉 （页面存档备份，存于），作者陳長文、蘇詔勤、林耀煌，期刊《Issues and Studys》，2010年。